# 超人力霸王蓋亞角色列表
| 演员             | 角色       | 角色                 | 以年代史發展之登场季数 | 以年代史發展之登场季数 | 以年代史發展之登场季数 | 平行宇宙        |
| 譯名             | 譯名       | 日語                 | 蓋亞                   | 超時空之大決戰         | 蓋亞再現               | 超8             |
| ---------------- | ---------- | -------------------- | ---------------------- | ---------------------- | ---------------------- | --------------- |
| 吉岡毅志         | 高山我夢   | たかやま がむ        | 主演                   | 主演                   | 主演                   | 主演            |
| 高野八誠         | 藤宮博也   | ふじみや ひろや      | 主演                   | Does not appear        | 主演                   | 客串            |
| 渡邊裕之         | 石室章雄   | いしむろ あきお      | 主演                   | 客串                   | 主演                   | Does not appear |
| 宇梶剛士         | 堤誠一郎   | つつみ せいいちろう  | 主演                   | Does not appear        | 主演                   | Does not appear |
| 橋本愛           | 佐佐木敦子 | ささき あつこ        | 主演                   | 客串                   | 主演                   | 主演            |
| 瑪莉亞·泰瑞莎·戈 | 喬琪・利蘭 | ジョジー・リーランド | 主演                   | 客串                   | 主演                   | Does not appear |
| 平泉成           | 千葉辰巳   | ちば たつみ          | 主演                   | 客串                   | Does not appear        | Does not appear |
| 石田裕加里       | 吉井玲子   | よしい れいこ        | 主演                   | Does not appear        | 主演                   | 客串            |
| 中上雅巳         | 梶尾克美   | かじお かつみ        | 主演                   | Does not appear        | 主演                   | Does not appear |
| 賀川黒之助       | 米田達彥   | よねだ たつひこ      | 主演                   | Does not appear        | 主演                   | Does not appear |

此條目中為圓谷製作之特攝劇《超人力霸王蓋亞》及其關聯作品《超時空大決戰》共同世界觀等相關作品中出現的所有角色。

## 主角
高山我夢（たかやま がむ）
飾演者：吉岡毅志 増尾遵 （童年）
配音：梁偉德（香港TVB）、雷霆（香港VCD）、 劉傑（台灣）、魏伯勤（台灣《超時空大決戰》）、李景唐（台灣《蓋亞再現》）、林士程（台灣《大決戰!超人力霸王8兄弟》）
 超人力霸王蓋亞 的人間體，20歲。
「煉金之星」成員，1980年代在出生的天才兒童之一，在年僅17歲時就獲得量子力學博士學位，並在城南大學量子物理研究室就讀的大學生。性格溫順，但對擾亂和平、傷害人們的存在感到憤怒，有著敢於挺身而出的正義感。曾在大學進行量子加速試驗時意外進入奇異領域，與「蓋亞」首次見面。
當第1話時根源的破滅招來體來襲時，因抱持著要守護地球和人類的強烈決心與地球的意識產生共鳴，而意外獲得大地之光變身成「超人力霸王蓋亞」以對抗戈布，在得到蓋亞的力量之後，為了更好地迎戰破滅招來體而暫時休學，並加入了XIG作為科學顧問。並和隊員們一同擔任著保衛地球和平的責任。
在過程中也不斷思索著蓋亞力量的意義，在與藤宮的對話以及衝突中，逐漸明白了自己的責任。最初因僅擔任分析員的工作，並無飛行執照，沒有在戰鬥現場參與戰鬥的權利，但在第4話中考取過戰鬥機飛行員的執照，因此並擁有了自己的專用戰機『EX號』而積極的參與任務。在最終話中，與藤宮獲得了地球怪獸與人類傳導的地球之光，得以再度變身戰鬥，聯手擊敗了根源的破滅招來體的最終兵器『根源破滅天使佐格』，結局則辭去了XIG的職位重新回到大學，繼續進行量子研究。

《超時空大決戰》
由於紅球力量的影響，在百慕達進行調查任務時與XIG戰機EX拉到勉所在的世界。並因身份不明，加上是眾人皆知的電視節目《蓋亞》主角的身份被遭到警察通輯，因此和召喚的小勉一行人結識，表示小時候喜歡看《格列佛遊記》，並稱該小說帶來的啟發，也是使他熱衷於學習量子力學的原因。
然而因紅球力量減弱而又被強行送回原來的世界，並喪失了勉所在的世界的記憶。最後藉從勉所給予的書找回失去的記憶，並駕駛自己開發的時空移動機器「探險者號」回到勉所在的世界與歐布猛斯王戰鬥。在結局時，由於紅球消失後而再次回到原來的世界。回歸前在勉的《格列佛遊記》上留言：「這個世界是不會毀滅的，只要你們還相信未來。」

《盖亚再臨》
由於根源破滅海神伽庫佐姆的甦醒導致地球生態受到異常，與XIG箭魚隊等人在海底接觸了未知生物里納爾，為了挽救地球，里納爾族以自身力量喚醒了地球之光，重拾了變身成蓋亞的力量，最終與亞格對破滅海神展開壓倒性的反攻，消滅了伽庫佐姆。

《超人力霸王銀河S：决战！超人10勇士》
在本篇结束数年后的某一时间与超时空魔神-艾塔尔加遭遇，在交战时被打败并封印，在艾塔尔加被消灭后返回原世界。

《始源傳奇》
因發現到伽農所在的宇宙正在引發混亂，與藤宮穿越到平行宇宙中的地球。當看到伽古拉和凱兩人針鋒相對時，曾認為他們兩個會有互相理解的一天。
藤宮博也 （ふじみや ひろや）
飾演者： 高野八誠
配音：馮錦堂（香港TVB）、 羅偉傑（香港VCD）、于正昌（台灣）
 超人力霸王亞格 的人間體，22歲。出生於1979年10月21日，前「煉金之星」成員，擁有許多工程專利。在參與開發光量子電腦時，得知「根源的破滅招來體」將會來襲，藤宮在光量子電腦拯救地球的方法時，意外得知光量子電腦的答案，是刪除「人類」地球才會得救。而此時藤宮意外地得到海洋之光，變身成亞格後以消滅人類為職志，與我夢發生衝突。不斷地阻礙人類對抗「根源的破滅招來體」，甚至特地喚醒地球中沉睡的怪獸，令人類集合所有軍力致力於消滅地球上所有怪獸。然而本質依然是一個善良的人，無法對陷入危難的人們置之不理，自此之後，他開始在毀滅人類以拯救地球，或是挽救人類之間而掙扎，最後在第26話得知真相大受刺激，把海洋之力送給了我夢。也再也無法變身為亞格，並消失在我夢面前。
在第36話中，藤宮再度出現 ，此時失去大海之力的他開始陷入了迷惘，甚至開始精神恍惚，而敵人幻化成生命中的重要女性「稻森京子」博士來迷惑藤宮，希望讓藤宮對付人類，但他卻在KCB主播玲子的支持下覺醒兩人互相扶持。最後在第41話藤宮喚起了大海的力量，亦得到新的海洋之力，變身為亞格V2，也從此與我夢並肩作戰，成為可靠的戰友，但對於人類犯下的罪孽和愚蠢的行為，仍時不時的表現出嚴厲的言行。在最終話中與我夢獲得了地球怪獸與人類傳導的地球之光，得以再度變身戰鬥，在聯手擊敗了根源的破滅招來體的最終兵器『根源破滅天使佐格』後，則獨自踏上了旅途。

《盖亚再臨》
因執意保護地底怪獸不被消滅，因此被多國力主消滅怪獸的GUARD部隊視作是危險人物而對其通緝，但在神秘少女梅麗莎的幫助下重拾了變身成亞格的力量，最終與蓋亞對破滅海神展開壓倒性的反攻，消滅了伽庫佐姆。

《始源傳奇》
因發現到伽農所在的宇宙正在引發混亂，與我夢穿越到平行宇宙中的地球，曾向才氣表示：「智慧生命現在雖然在破壞著宇宙，但是人類是會改變」的言論。

## 防衛隊

### X.I.G
為GUARD旗下的防衛軍之一，旨在對抗「根源的破滅招來體」來襲而成立的。
 石室章雄  （いしむろ あきお）
飾演者： 渡邊裕之
配音：梁志達（香港TVB）、（香港VCD） 、 官志宏（台灣）、孫中台（台灣《超時空大決戰》）
從防衛軍統幕本部調到XIG的司令官，及空中母艦基地「Aerial Base」的艦長，45歲。性格剛毅，在原則問題上寸步不讓，同時具以出色的觀察力冷靜判斷怪獸的來襲，並向下屬提供準確的指示。
在第5話曾透露已婚且育有兩位兒子。喜歡茶道，但在科學方面較為生疏，最初對剛來到XIG工作的我夢無法完全信任並苛刻的對待他，但隨著在我夢在任務中的勇敢表現，及經過多個伏筆隱約知曉我夢為「蓋亞」的真實身份之後，才逐漸對我夢表示肯定，在故事後期十分信任著我夢，並經常默許我夢的個人行動。甚至在第47話中曾有為救陷入危機的我夢，駕駛空中基地自撞敵方意圖犧牲的舉動，所幸及時被我夢所救，在最終話後為了使我夢和藤宮重拾地球之光的力量。親自指揮了X.I.G的隊伍執行「蓋亞計畫」。
在角色形象上，則是借鑑英國科幻電視劇《星際戰爭》登場的愛德華·史崔克司令官。至於飾演石室的渡邊，則是以「石室曾經是超人力霸王，現在不知為何無法變身，所以才注意到蓋亞的身份」的概念並與之配合參演。。 儘管在故事的中間有明顯注意到的場景，但渡邊決定在拍攝開始時採取知情的形式演出。
 堤誠一郎  （ ）
飾演者： 宇梶剛士
配音：陳永信、張炳強（代配）（香港TVB）、于正昌（台灣）
XIG的行動隊長，過去曾是防衛軍航空隊的中佐，也是個優秀的戰術家，33歲。平時處事頗有軍人的風采，乾淨利落，經常乘坐大型運輸機『Peace Carry』在現場指揮隊員的行動。
一開始曾對我夢的能力有所懷疑，但經歷了種種事情之後開始信賴我夢，因此在劇中對我夢一直保持著親和的態度。最初曾因性別原因而不願起用全為女性隊員的烏鴉隊，但後來目睹對烏鴉隊的戰鬥後，則是對其表現感到另眼相看。
 佐佐木敦子  （'）
飾演者：橋本愛、鈴木亜里咲（童年）
配音： 曾秀清（香港TVB）、劉惠雲
（香港VCD）、 許淑嬪（台灣《超時空大決戰》）、雷碧文（台灣《蓋亞再現》）、劉如蘋（台灣《大決戰!超人力霸王8兄弟》）
已在XIG任職兩年，負責進行通訊及提供各種數據的操作員，21歲。執行作戰任務時極為冷靜，能夠熟練把握傳達隊伍情況。
是一位性格非常開朗的女子，然而和性格相反的是有著孤獨的過去。小時候因體弱多病的關係，因而再沒有摯友的寂寞下將洋娃娃莉莉亞視為唯一的寄託，因此在第19話曾因此成為沙伊哥美紮德II的目標。在該話也表示相當傾慕閃電隊的隊長梶尾克美，但後來察覺到梶尾中意的對象是自己的姊姊津子後則默默退出。
在劇情後期開始對我夢有所好感，有時也會對我夢與其他女生的互動感到妒忌，但總是能在我夢失落的時候給予他鼓勵。
 喬琪・利蘭（ジョジー・リーランド）
飾演者：瑪莉亞·泰瑞莎·戈
配音：陳凱婷（香港TVB）、周文瑛
（香港VCD）、朱憶華（台灣《超時空大決戰》）、龍顯蕙（台灣《蓋亞再現》）
XIG的負責進行戰機出動控制和通訊，具有日本和澳洲混血血統的接線員，20歲。是一位個性開朗、充滿活力的大膽女子，平時與身為同事的我夢及敦子相處融洽，但有時候比較多嘴。
對於印刷電路板的原理和製作也相當暸解，甚至比我夢還過於熱衷。在第32話曾透露飼養著一隻黑貓。
 鵜飼彩香（うかい さいか）
飾演者：田中彩佳
配音：劉惠雲（香港TVB）
20歲，XIG的替代操作員，在19話中曾接替敦子執行操作員的工作。
在後期空中母艦基地「Aerial Base」毀滅後，曾與敦子和喬琪在吉歐基地一同執行任務。

### 雷霆隊
X.I.G的三大空戰部隊之一，由三名青年飛行員共同組成，被千葉參謀称为“航空防衛軍的頂尖飛行員”，相對之下出戰機會亦是三大部隊之中最多。話雖如此，但3名成員親身下場作戰的經驗較淺，故此槍法跟肉搏能力亦較遜色。駕駛戰鬥機時頭盔為純白色。「雷光」是該隊名的由來。
 梶尾克美（かじお かつみ）
飾演者： 中上雅巳
配音：雷霆（香港TVB）、葉偉麟（香港VCD）
精英戰鬥機小隊「閃電隊」的隊長，24歲。原本是防衛軍的管理人員，故平時處事頗有軍人的風采。不過並不善於交際，起初總是和別人保持一定的距離，除了工作職責之外，很少與人交談。
他具有很高的自尊心，對於自己的駕駛技術也非常有信心。一開始曾對加入XIG的我夢感到不滿，且不願意將他視為隊員，後來在戰鬥中慢慢願意聽取我夢的建議後才逐漸變得融洽。
在故事後期中與敦子的姊姊「佐佐木律子」相戀。
 北田靖  （きただ やすし）
飾演者： 長谷川勝彦
配音： 黎偉明→蘇強文（香港TVB）、 官志宏（台灣）
精英戰鬥機小隊「閃電隊」的2號隊員，23歲，體質纖細但有經過魔鬼訓練的強悍男子。
經常在戰術方面輔佐梶尾，並對其提供建議。
 大河原聰志 
飾演者：澤木祐介
配音： 林保全（香港TVB）
精英戰鬥機小隊「閃電隊」的3號隊員，24歲，個性相當奔放的青年，相當尊敬作為隊伍中的領導者梶尾。
曾在執行任務時受過蓋亞的多次幫助。

### 獵鷹隊
X.I.G的三大空戰部隊之一，由三名資歷豐富的飛行員組成，故此3名成員年齡亦比其他兩隊的隊員年長不少，而且飛行及實戰經驗最豐富（儘管出戰機會比雷霆隊少）。駕駛戰鬥機時頭盔為雷霆隊頭盔上配上黄色轮廓的灰色补丁。「隼」是該隊名的由來。
 米田達彦 （よねだ たつひこ）
飾演者： 賀川黒之助
配音：鄺樹培（香港TVB）
老兵戰鬥機小隊「獵鷹隊」的隊長，34歲。是防衛軍的頭號飛行員，其表現還獲得了堤誠一郎的絕對信賴。團隊中經常提攜後輩的一名好前輩，不但經常在任務時聽取我夢的建議，而且亦看好比他更年輕的雷霆隊的前途。
在第32話中，曾在積亂雲能源體的時間軸裡看見了自己和怪獸同歸於盡的未來，因此一直抱著死去的覺悟進行每一次作戰，一直到我夢（蓋亞）的協助後才順利改變結局。在故事後期中與烏鴉隊的隊員「多田野彗」相戀。
 林幸市 （はやし こういち）
飾演者：鹽谷莊吾
配音： 李錦綸（香港TVB）
老兵戰鬥機小隊「獵鷹隊」的2號隊員，33歲，梶尾克美在北海道防衛隊的前輩。
曾在G力昏迷的演習中被米田達彦所救，也因此成為米田的追隨者並自願加入XIG。
在第32話中，曾因積亂雲能源體的時間軸裡看見了自己和怪獸同歸於盡的未來，但我夢（蓋亞）的協助後才順利改變結局。
 塚守亨  （つかもり とおる）
飾演者： 石川真
配音： 馮錦堂、陳卓智（代配）
（香港TVB）
老兵戰鬥機小隊「獵鷹隊」的3號隊員，32歲，來自日本航空自衛隊藍色衝擊波飛行表演隊的一位飛行戰術專家。飛行時間比同年代的駕駛員長得多。雖然個性溫和，實際上有著被自我破壞的衝動蒙住眼睛，但同時又有想要克服這種衝動的強烈意志。
在第32話中，曾因積亂雲能源體的時間軸裡看見了自己和怪獸同歸於盡的未來，但我夢（蓋亞）的協助後才順利改變結局。

### 烏鴉隊
X.I.G的三大空戰部隊之一，由三名少女飛行員組成，駕駛戰機時會同時播放搖滾樂加強各隊員的配合。但由於行動隊長堤誠一郎對性別存在偏見，故此烏鴉隊出戰機會為三隊之中最少，直到第10集才得以首次出戰。並在故事後期和其他機隊一樣活躍，駕駛戰鬥機時頭盔為雷霆隊頭盔上配上紅色补丁。「智慧」是該隊名的由來。
 稲城美穂  （いなぎ みほ）
飾演者：川嶋朋子
配音： 鄭麗麗（香港TVB）
26歲，精英戰鬥機小隊「烏鴉隊」的隊長。由於其高超的駕駛技術讓她成為過去防衛隊中第一位能駕駛F-2戰鬥機（F-16改進型）的女駕駛員。憑自己的意向加入XIG，但因不常投入實戰而感到焦急。
本質上性格如男人般直爽，最初曾因過度自信與和周遭的隊友其衝突，但在與我夢等人的相處後開始懂得去關懷他人。
 三島樹莉  （みしま じゅり）
飾演者：松田泉子
配音： 劉惠雲（香港TVB）
精英戰鬥機小隊「烏鴉隊」的2號隊員，24歲，有著廣島腔的戰鬥機飛行員。 過去曾從事國際型計劃的Fighter開發，因愛上了飛機本身而成了Fighter的駕駛員，最後製造美式飛機的工程師轉行來到XIG。
經常與男性成員發生衝突，但還是會在戰鬥中表現出色的團隊合作精神。
 多田野彗  （ただの けい）
飾演者：石橋桂
配音： 梁少霞、沈小蘭（代配）（香港TVB）
精英戰鬥機小隊「烏鴉隊」的3號隊員，22歲，性格活潑的女飛行員。似乎是烏鴉隊中最喜歡音樂的人，經常且在操縱戰鬥機的同時播放搖滾樂。有傳言說他正在騎一架戰鬥機來克服過去的創傷。
在第32話揭露暗戀著獵鷹隊的隊長米田達彦，直到後期正式相戀。在第48話中，米田將自身的獵鷹隊徽託付給了他，在基普布被殲滅後，他將獵鷹隊徽交還到了歸來的米田手中。” 。

### 海克力士隊
X.I.G的陸戰部隊，大多負責陸地的支援行動，而且3名隊員都比較熱愛健身，肉搏能力及體格亦因此比較優秀。駕駛戰車時頭盔跟雷霆隊設計相似。。希臘神話的「海克力斯」是該隊名的由來。
 
飾演者： 松田優
配音： 黃子敬（香港TVB）、陳旭明（香港VCD）
地面突擊部隊「海克力士隊」的隊長。30歲，陸戰專家，除了好戰之外也有令人感到驚訝的深思熟慮的一面。
私下是一個浪漫主義者，對滅絕動物有關的事物非常感興趣。
已婚，有三個孩子。
 桑原孝信  （くわばら たかのぶ）
飾演者： 中村浩二
配音： 馮錦堂（香港TVB）、 梁志達（香港VCD）
地面突擊部隊「海克力士隊」的2號隊員。個性溫和而穩重，是負責武器的機械師。
有一个和自己外貌相似的表弟叫大刚，是个拳击手。
 志摩貢 （しま みつぐ）
飾演者： 加賀谷圭
配音： 林國雄（香港TVB）、 李健良（香港VCD）
地面突擊部隊「海克力士隊」的3號隊員，28歲。是團隊當中身體最強壯的一位。具有豪放又天真的性格。
他通常擅長武術，並且具有擅長空手道的神秘力量。經常以「口香糖」稱呼我夢。

### 海鷗隊
X.I.G的搜救部隊，除了搜救之外亦同時肩負空中支援工作，故此該隊同時擁有陸上及空中支援機。駕駛支援機時頭盔跟雷霆隊設計相似（但3人的編號字體顏色為海軍藍）。「海鷗」是該隊名的由來。
 神山篤志  （こうやま あつし）
飾演者：権藤俊輔
配音： 李錦綸（香港TVB）
搜救及空中支援部隊「海鷗隊」的隊長，出身自北海道様似町，皆任大型運輸攻擊機和平號（Peace Carry）的驾驶员，經常帶著一副墨鏡，在XIG中具有很高的地位。一直都在波斯尼亞的非政府組織進行工作。因此被千葉參謀看中，提拔為海鷗隊的隊長，在最終話時曾表現出與XIG戰鬥機成員一樣出色的駕駛技能。
- 第29話編劇的初稿，曾以神山擔任主役為發展而展開。。

 松尾蓮二  （まつお れんじ）
飾演者： 冴場都夢
配音：馮錦堂（香港TVB）
搜救及空中支援部隊「海鷗隊」的2號隊員，25歲，來自東京都台東區淺草的江戶小子。
 由於祖父是竹製手工藝者，因此他對修改救援設備來說相當拿手。根據早期的企劃書
，在過去擔任看護工作時猛然覺醒想做急救工作，並在拼命學習後突破難關進入XIG。
 邁克爾·西蒙斯 （マイクル・シモンズ）
飾演者： 山米·帕普
配音：林保全（香港TVB）
搜救及空中支援部隊「海鷗隊」的3號隊員，27歲，出生在美國科羅拉多州丹佛的外國人。過去曾是山區救援隊的直升機飛行員，在一個虔誠的基督徒家庭中長大。
愛好是研究日本文化，經常在假日時參觀古老的寺廟體驗侘寂。

### 箭魚隊
X.I.G的潛水部隊，戰機亦只得一部潛水機。3名隊員行動及駕駛潛水機時都只會佩戴海軍藍鴨舌帽，而且3人的制服的肩墊顏色為深藍色（其他為橙黃色）。
 横谷勝歳  （よこたに かつとし）
飾演者： 庄司哲郎
配音： 蘇強文（香港TVB）
僅在第21話和OV《蓋亞再現》登場，執行水下任務的隊伍「箭魚隊」的隊長，28歳
具有冷靜和誠實的性格，但也有不聽別人勸的頑固一面。過去曾是一名潛艇設計工程師，除了還擅長操作技能外，作為操作員的同時還曾參與每個國家的許多海洋項目。而在世界觀中部分潛水艇可以說都受到過他的設計思想影響。後接受GUARD的Seiren7500設計委託，以此為契機加入XIG。
 今井源太郎  （いまい げんたろう）
飾演者： 入沢宏彰
配音：招世亮（香港TVB）
僅在第21話和OV《蓋亞再現》登場，執行水下任務的隊伍「箭魚隊」的隊員，25歲。來自海洋防禦中心的海洋生物學家及地質學家。個性熱情，主要負責進行深海怪獸的分析。過去是海洋防衛中心的研究員，雖然進了GUARD，但在XIG結成時便下決心志願入隊。
厳均悟 （いわお きんご）
飾演者： 横山尚之
配音：陳欣（香港TVB）
僅在第21話和OV《蓋亞再現》登場，執行水下任務的隊伍「箭魚隊」的隊員，32歲，過去曾是一艘小型私人潛水艇的船員。因其非凡的水下成就而被横谷相中，成為隊伍中的一份子，由於在防衛軍時代卓越的駕駛技術受到一致公認，但也經常上司的偶爾發生一些衝突離開了防衛軍。後來加入XIG後，偶而也會與GUARD上司也會偶爾發生一些衝突。和Team Hercules的隊員們合得來。

## G.U.A.R.D
千葉辰巳 （ ）
飾演者：平泉成
配音：盧國權（香港TVB）、孫中台（台灣《超時空大決戰》）
51歲，從GUARD調到XIG的常任參謀，同時也是防衛連合派遣的觀察員，負責進行XIG與GUARD之間的談判代表。 
為人溫和可親，也會給孤獨的石室提供意見，然而對科學方面的事比較生疏，最初無法信任剛加入到XIG的我夢，直到後來我夢在戰鬥時的英勇表現才逐漸改觀。
儘管他的職責相當重要又艱鉅，但他在私底下也還是有著熱情的一面，除了擅長寫書法外，在關鍵時刻也能挺身而出。有時也會找石室商量關於作戰行動的策劃及其他事項。有個名為弘希的外甥，曾特地贈送給他天文望遠鏡。
 柊博之 （  ）
飾演者：大和武士
配音： 林國雄（香港TVB）
第38、45、50話登場，GUARD環太平洋部隊的指揮官（準將）。
表面乍看和善，但其實在過去與怪獸的對抗中失去了所重視的部下後而對怪獸恨之入骨。 因此他私下致力於在國際公約中被禁止使用的殺傷性武器，有著破壞地表、造成輻射污染等副作用的『地底貫穿彈』，發誓剷除所有怪獸，也因此和藤宮的極端想法產生對立。 
在38話中使在地底沈睡的地殼地底怪獸提古利斯受到重傷，成為仇恨與鬥爭的犧牲品，但後來目睹提古利斯為了保護地球而與根源性的破滅招來體搏鬥時深受感觸，最終則審思自己的過錯，並和地球怪獸協力作戰。
 亂橋巧介  （  ）
飾演者：浜田光夫
配音： 黃子敬（香港TVB）
GUARD航空⼒學研究所的開發主管，同時也是XIG Fighter的設計者。
被譽為「Fighter之⽗」，是位相當天才的航空工程師及航空⼒學專家，在最終決戰時，儘管因身患絕症而剩下3個月的壽命，但依然持續負責領導新戰鬥機的維護和推斥力提昇機的改造，並與XIG成員交談關於新戰鬥機效能等等的專業知識及注意事項。
與飛鴨隊的三島樹莉為舊識。
 瀨沼龍一 （  ）
飾演者： 石井浩
配音：潘文柏（香港TVB）
GUARD特別搜查部隊的負責⼈，負責領導地上發⽣的超⾃然現象和怪事件的搜查部隊。
看似強硬的性格其實很有紳⼠風度的禮儀。除了調查關於地面尋找怪獸及周圍地區的行動外，也負責通緝引起各個事端的藤宮博也的角色。
 樋口主任 （  ）
飾演者：海津亮介
配音：林保全（香港TVB）
G.U.A.R.D日本分部基地「Geo Base」的負責主任。
經常以科學家的身份協助我夢進行任務。
星山博士 （  ）
飾演者： 鈴木一馬
配音： 林國雄（香港TVB）
地理科學研究所量子力學系的博士。在第14話中隨著反物質怪獣來到地球，在我夢及煉金之星的技術合作下，透過手邊的反物質理論成功開發出了反物質轉換系統。
 阿爾夫·麥凱 （  ）
飾演者： 帕特里克·哈倫
配音：蘇強文（香港TVB）
G.U.A.R.D美國指揮部的隊長，於第33話登場。
 傑瑞米·斯賓諾沙  （  ）
飾演者： 傑克·伍德亞德
G.U.A.R.D美國指揮部的幹部，於OV版登場。被GUARD部隊指派的任務為追捕藤宮，但能認同他執意保護怪獸不被GUARD所消滅的理念。
 谷本明  （  ）
飾演者： 辰馬伸
配音：黄子敬（香港TVB）
G.U.A.R.D日本分部基地「Geo Base」的常任參謀皆負責人。
在第44話中用「蟲洞跳躍飛彈」攻擊M-91星系，來對破滅招來體做出反擊，在我夢發現M-91星系只是哥夫和帕茲茲生存的行星而前去勸說停止作戰，但勸說無果。最後則眼睜睜看著「蟲洞跳躍飛彈」打開的蟲洞被破滅招來體利用，將一隻哥夫和一隻帕茲茲一齊送來了地球，並且兩隻怪獸吸收了蟲洞的能量，強化為超級哥夫和超級帕茲茲，最後發現M-91星系只是兩個怪獸居住的星球後，取消了以「蟲洞跳躍飛彈」消滅破滅招來體的計劃。

## KCB電視台
吉井玲子   （  ）
飾演者： 石田裕加里
配音： 梁少霞（香港TVB）、朱憶華（台灣《蓋亞再現》）
日本KCB電視台的一名新人記者，24歲。最初是擔任廣播員的工作，但卻因為一次失敗下而被調到經常田端健二和井上倫文的「田端班」擔任記者，進行針對「蓋亞」及「藍色巨人」與怪獸戰鬥的實況報導。
曾表示過去的自己是內向害羞的女孩，並不善於與人交談，不過這因如此使她有著敏銳細膩的觀察力，不僅能夠察覺到陌生人的心事或情緒，還並藉以此鼓勵或開導他們，因此在劇中也有描繪出其體諒和堅強的一面。在偶然下與藤宮博也相遇，此後隨著劇情的推進，她與藤宮其後便建立了深厚的感情。除了是繼我夢後，第一個發現藤宮的身份就是「藍色巨人」的人類角色外，也漸漸理解藤宮冷酷的外表下的內心尚存著「光明」的信念。
在故事中期，她曾與被特別搜查部隊通緝的藤宮一起逃亡，除了會斥責藤宮對於消滅人類的想法外，也會發自內心地支持著藤宮，因此成為繼稲森京子後，第二位改變藤宮生命的重要角色。在第34話中曾被庫伊美紮德綁架，並被當作蠱惑藤宮的目標，但最後則被我夢和藤宮救出。在第48話經歷基普布事件後，則更盡力去協助藤宮，並在最終話擔當著重要的戲份。
《盖亚再臨》
以升職成為節目主持人的身份登場，改變了髮型。
 田端健二  （  ）
飾演者： 圓谷浩
配音：潘文柏（香港TVB）
28歲，是一位秉持「正確舉報事實」的信念進行新聞報導。個性相當熱血的新聞導演，經常對G.U.A.R.D的行動和計畫表示懷疑和批評。不過對我夢有著相當高的評價，在第37話曾為了救玲子而遭到庫伊美紮德的控制。在第49話與井上拍到我夢和藤宮因被佐格打敗而變回人類的畫面，並在最終話擔當著重要的戲份。
：在OV裡，在玲子的節目中，他正在波斯尼亞接受採訪。
 井上倫文 （  ）
飾演者： 角田英介
配音： 李錦綸（香港TVB）、于正昌（台灣）
來自新聞部的25歲攝影師，玲子的同事，此外還擔任起車輛駕駛員和宣傳KCB的工作，在劇中曾被根源的破滅招來體控制過兩次。

## 煉金之星
凱瑟琳·萊恩  （  ）
飾演者： 黛比·雷吉爾
配音：黃鳳英（香港TVB）
自然循環輔助系統「ANT」的開發者，小名「凱絲」，20歲。是位性格狂野，才貌兼備的女強人，父母過去在森林遇難。第33話我夢於加拿大亞伯達省森林調查時首次登場，最初曾堅信科學的力量、渴望證明科學比傳說更有價值而試圖消滅夏扎克，然而當看到夏扎克的孩子後則受到震撼，在想起了小時候父母的教導：「我們人類也跟這個森林一樣，是自然的一部分」後，則是阻止了蓋亞與夏扎克的戰鬥。。
在第42話時，因調查克勞斯·艾卡特的下落再度與我夢見面，並在德國魯爾區間接得知我夢就是「蓋亞」身份，在此後和我夢的關係變得較為親密，並惹得敦子吃醋。
在最終話時，曾大膽地提出了透過地球怪獸的光及XIG的GT戰鬥機以反重力系統聚集在一起，並試圖給予我夢和藤宮重拾地球之光的力量。在原始設定案中曾有著「第三位超人戰士」的人間體設定，負責第33話劇本的長谷川圭一曾對此事提出過建議，但隨著亞格V2的提案通過，被系列構成的小中千昭評判為「會影響亞格V2的定位」後而取消企劃。
 丹尼爾·麥奎因  （  ）
飾演者： 約翰·奧康納
配音： 黎偉明→蘇強文（香港TVB）、 劉傑（台灣）
24歲，煉金之星的主席。經常通過煉金之星的名義向空中母艦基地「Aerial Base」和GUARD提供各種援助和建議。經常進行量子力學和蟲洞的研究，個性十分和藹可親，經常與我夢通過網絡通話，並總是鼓勵著我夢。
 克勞斯·艾卡特  （  ）
飾演者：阿爾伯特·史密斯
配音： 陳卓智（香港TVB）
煉金之星的叛徒，出身自德國魯爾區，第42話登場。
曾幫助凱瑟琳製作自然循環輔助系統，同時也是藤宮的量子電腦——克里希斯集成電路的開發者，在克里希斯完成前退出煉金之星，投靠了根源破滅招來體。並將自己的肉體和靈魂獻給了根源性滅亡體並與精神寄生體合體而誕生了精神寄生獸畢佐姆。將拯救地球的方法暗中修改成消滅人類來誤導藤宮，從而挑起兩個超人力霸王之間的戰鬥的黑幕角色。
第42話預備稿中的名字是「凱恩·麥考利」（ケイン・マコーリー）。
 淺野未來  （  ）
飾演者： 今村雅美
配音：黃麗芳（香港TVB）
20歲。煉金之星的成員，淺野古代生物研究所的所長。第8・44話登場，古代生物學的頭號人物，曾對在湖畔出現的46億年前滅絕的古生物亞尼摩斯的亡靈進行分析。
 艾倫  （  ）
飾演者： ベンジャミン・ロトラ
配音： 陳卓智（香港TVB）
煉金之星的成員，第14話登場。
與同事艾和娜塔莉擁有超級電腦，受到我夢的委託參與反物質轉換系統的設計。
 貝琳達  （  ）
飾演者： ベリンダ・パスウェル
配音：黃鳳英（香港TVB）
煉金之星的成員，最終話登場。
和煉金之星成員與XIG合作，將反重力系統聚集在一起，試圖給予我夢和藤宮重拾地球之光的力量。
 米歇爾  （  ）
飾演者：佐藤元
配音：林國雄→陳永信（香港TVB）
煉金之星的巴基斯坦成員，第42話和最終話登場。似乎參與了蟲洞跳躍飛彈的研究，在最終話和煉金之星成員與XIG合作，將反重力系統聚集在一起，試圖給予我夢和藤宮重拾地球之光的力量。

## 重要角色

### 高山我夢的家人
高山重美（たかやま しげみ）
飾演者：水澤明樹
配音：雷碧娜（香港TVB）
第5、27-28、50及最終話登場，高山我夢的母親。對我夢採取放任式教育，相當喜歡特濃咖啡和芝士蛋糕，在第50話於電視上看見被佐格擊敗的我夢後，曾和唯一專程來到東京目送我夢的最終戰役。
高山唯一（たかやま ゆいいち）
飾演者：山本亘
配音：林國雄（香港TVB）
第5、27-28、50及最終話登場，高山我夢的父親，在市役所擔任個案工作者。在第28話為保護獨居老人免被怪獸「炎山」襲擊差點喪命，幸虧我夢及時變身蓋亞才得以保住性命。在第50話於電視上看見被佐格擊敗的我夢後，曾和重美專程來到東京目送我夢的最終戰役。

### 藤宮博也的關係人
稲森京子（いなもり きょうこ）
飾演者：久野真紀子
配音：劉惠雲（香港TVB）
第16、23、36、37、41及最終話（靈魂形式）登場，曾與藤宮參與開發光量子電腦的研究者，30歳。是藤宮生命中的重要角色，自從藤宮被光芒籠罩，消失在了研究所的實驗水池（實際上他得到亞格之力）後，就一直希望能夠與藤宮再見面。
在確認了藤宮就是藍色巨人的身份後，也明白了那樣的負擔意味著什麼，更因此追隨著藤宮的意識，在第23話中為了要讓人類看見地球怪獸的憤怒，從而奪走“帕賽爾”裝置令格美諾斯甦醒，然而格美諾斯噴出火焰彈攻擊稻森。最終因重傷而在藤宮懷中不治身亡，她的死進一步將藤宮推上了更加激進的道路。同時也是全劇中唯一一個失去生命的重要角色。
雪子
飾演者：蓮沼藍
配音：陳凱婷（香港TVB）
第20話首次登場，被藤宫博也無意間拯救生命的7歲女孩。在蓋辛庫的襲擊中差點被即將倒塌的建築物壓扁，但及時被藤宮救助後曾多次出現。曾因與藤宮重逢而不斷做出揮手及獻花的舉動，同時也是玲子後再度打動藤宫價值觀的重要角色。

### 防衛隊的家人
佐佐木津子（ささき りつこ）
飾演者：沢村亜津佐
配音：劉惠雲（香港TVB）
第19、30、38、45-46話登場，佐佐木敦子的姊姊，27歳。曾有一位來自防衛軍飛行員的丈夫，但卻在過去的一次戰役中不幸喪生。在第30話中曾受困在螂蛛用繭包圍住的大樓裡，在隨後的劇情也漸漸喜歡上了梶尾隊長。
弘希
飾演者：太田翔平
配音：鄭麗麗（香港TVB）
第22話登場，千葉辰巳的外甥。愛好是用望遠鏡觀察天文物體，和辰巳叔叔一樣喜歡觀賞繁星點點的星空。在根源的破滅招來體來到地球襲擊後因害怕而打消觀測宇宙的念頭。在巴茨斯的襲擊時，在看到叔叔為了居民的安全及叔叔內心的勸告下後並重拾了夢想。在隨後的露面中，他曾向XIG基地報告了星空的異象事件。
大刚
飾演者： 中村浩二
配音： 馮錦堂（香港TVB）、 梁志達（香港VCD）
第34話登場，桑原队员的表弟，个性善良温和。曾是个银行家，后因为追求摔角手的梦想而辞去工作。被沃尔夫加斯附身后获得了强大的力量，试图击败所有看不起自己的人。最后被识破真相的我梦和恩师桥本真也所救

### 城南大學
佐藤
飾演者：奥本東五
配音：陳卓智（香港TVB）
城南大學學生，我夢最要好的死黨之一。家中在城岩溫泉鄉經營著度假屋的生意，有一個弟弟和妹妹。在第13話曾為失戀傷心旅行而返回故鄉，不料卻遭到沙伊哥美紮德的洗腦控制，情緒曾變得十分狂暴。
在第46話中曾在名為「人類救濟協會」的網絡論壇結識一位自稱未來人的「矢吹栞」，後者則是自然控制機器深綠的操控者，另一方面，他也很樂意協助自己的朋友們，例如在第50話，與仲治和誠在電視上看見被佐格擊敗的我夢時，第一時間便前往現場搭救受困於廢墟的我夢。
誠
飾演者：西嶋大明
配音：馮錦堂（香港TVB）
城南大學學生，我夢最要好的死黨之一，經常穿著西裝出現。是在大學實驗室裡成績較為出色的學生，有時也會對我夢提供重要的建議。
仲治
飾演者：加加美正史
配音：鄺樹培（香港TVB）
城南大學學生，我夢最要好的死黨之一。經常帶著黑框眼鏡，在死黨三人組中顯得較為影薄。
高橋美佳
飾演者：東野佑美
OV《盖亚再臨》登場，城南大學學生。是我夢的學妹，也是蓋亞的粉絲之一。

## 其他角色
清水（しみず）
飾演者：清水一哉 
配音：林保全、李錦綸（代配）（香港TVB）
在送貨公司工作的送火員，經常無故遭到怪獸襲擊的路人角色。似乎受過良好的肌力訓練，即使在夜晚的路上看到沃爾夫加斯也沒有逃脫，而是嘗試與對方搏鬥，雖然大多則是被對方打敗。此外，清水亦是超人亞古魯皮套演員。
黑田惠（くろだ めぐみ）
飾演者：大寶智子
配音：蔡惠萍（香港TVB）
第11、38、45話登場，風水師，27歳。田端健二友人的妹妹，能感應到地帝大怪獸壬龍的意識，並告知玲子等人壬龍因人類對地下水的過度開發而徹底憤怒的消息最終則是在黒田恵發自內心的祈禱聲下壬龍才漸漸平靜下來，並讓壬龍將保護大地的任務託付給了蓋亞後回到地底。
須貝裕一（すがい ゆういち）
飾演者：右田昌萬 
配音：潘文柏→黄子敬（香港TVB）
第20話登場，東西大學古生物實驗室的助理教授。
他熱衷於古代生物的研究，並發現個以假死狀態潛伏在恐龍蛋化石中，宛如變形蟲般的生物「蓋辛庫」。
在去實驗室的途中被藤宮綁架，並被藤宮偽裝其身份進行「蓋辛庫」的復活，而我夢則根據藤宮留下的暗號代碼拯救被關在後車廂的須貝本人。
永田一文
飾演者：不破萬作
配音：源家祥（香港TVB）
第29話登場，已經在外賣公司擔任送貨員已達25年之久的男子。
向庄司聲稱自己的家鄉是來自遙遠一個叫「烏克巴爾」的城市，同時也堅信烏克巴爾的存在。
最後則是與前來接送的守護獸魯克一同離開，並消失在地球上。
庄司照夫
飾演者：寺島進
配音：林保全（香港TVB）
第29話登場，吉田悟的友人。
在外賣公司工作擔任送貨員，並因此結識永田一文。
橋本真也
飾演者：橋本真也
配音：陳永信（香港TVB）
第34話登場，本人友情客串，27歳。
是來自日本的重量級職業摔角選手。
平野老人
飾演者：武内亨
配音：張炳強（香港TVB）
第39話登場，居住在名連村沼澤中的老人。在沼澤安撫著「泥怪人茨奇凱拉」的行動，茨奇凱拉過去曾是平野的戰友「近藤」，兩人在二戰時期曾是太平洋戰爭中細菌戰實驗（影射731部隊）的研究人員。近藤在當年是研究人員中唯一反對人工細菌的使用，也因此被軍方強制注入人工細菌而怪獸化，並殺死了除平野外的所有研究人員和軍人。
倖存的平野則用近藤在空襲中喪生的女兒「智惠」的遺物八音盒平息近藤的怒火。
在該集最後，近藤在平野的呼喚和八音盒的音色中暫時恢復意識，最後被蓋亞淨化後，向平野表達了謝意後便化成了光而升天。
真澄
飾演者：清野優美
配音：蔡惠萍→劉惠雲（香港TVB）
第40話登場，兒童XIG成員之一及領導者。
在孩子群中經常被誤認為XIG女性成員，可能是因為真澄的年齡且體格較大。
教祖（今田）
飾演者：今田耕司
配音：林保全（香港TVB）
第46話登場，根源破滅教團的教祖。
在自然控制機器深綠襲擊事件後受了重傷，但卻奇蹟般地得救了，並繼續他的宣教活動。
教徒
飾演者：上戶彩 （以Z-1成員名義）
第46話登場，根源破滅教團的信徒。
該角色是知名演員上戶彩於電視上的第一次螢幕演出。

## 其他生命體
梅麗莎
飾演者：潔絲敏·安·艾倫
配音：龍顯蕙（台灣）
OV《盖亚再臨》登場，出現在藤宮面前的神秘少女。真身為深海生命體利納爾，曾向藤宮告知「人類是不會改正，地球還是會遭遇滅亡」的宣言。最後則與自己的族人將光的力量給予我夢和藤宮，並使他們重拾變成超人力霸王的力量。

## 平行世界
新星勉  （  ）
飾演者： 濱田岳
配音：魏晶琦（台灣）
電影版《超時空大決戰》的男主角，小學三年級，學習運動皆不佳，不擅與人溝通的膽小少年。是電視節目《超人力霸王蓋亞》的頭號粉絲。以至於經常再深夜家人不注意時悄悄偷看特地錄製的超人力霸王影集。
不過在現實生活時則對自己的能力十分自卑，甚至曾對我夢的教誨抱以「我夢和我不一樣，他是特別的」之類的消極論調。
不過在與七瀬和我夢接觸後則開始改變自己的想法，最後在最終戰役時在校舍廢墟中拼命找到紅球，並成功叫出迪卡和帝納救助蓋亞。並在結局時憑自己的意願令紅球消失，並且和我夢告別。
 七瀨理沙  （  ）
飾演者： 斉藤麻衣
配音： 許淑嬪（台灣）
電影版《超時空大決戰》的女主角，突然轉學到勉的班級的神秘少女。態度舉止充滿神秘氣息，長相酷似勉在捲入奇怪空間時，在廢墟的火海中哭泣的少女。
在故事結局則暗示實際就是紅球的化身。當紅球中的慾望能量消失後，與球一起消失。而在結局時則有另一名同名同貌，性格開朗的少女再次轉學到勉的班級。根據導演小中和哉的說法表示，紅球是藉用了「勉未來將會遇見的少女」的姿態創造了七瀨理沙的人間體，並指引在夢中遇到的勉找到紅球的關鍵，此外這位七瀨的存在則是象徵著勉等人所守護的未來。
 平間優  （  ）
飾演者：入野自由
配音： 王瑞芹（台灣）
勉的好友。戴眼鏡的孩子，小學三年級。對於勉所講述的故事及接下來一連串的事件感到驚訝。
在最終戰役時因撿起紅球並被操縱，在無自我意識的情況下召喚出斯休拉和巴吉利斯，使蓋亞陷入更加不利的境地。最終擺脫紅球後恢復正常並為超人力霸王加油打氣，並在結局時和我夢和七瀨告別。
 鹿島田浩  （  ）
飾演者： 佐藤雄太
配音：朱憶華（台灣）
專橫霸道，時常欺負勉，佔有欲很強的不良少年，小學四年級。雖然平時看不出來，但實際上他是個怪獸愛好者。甚至在用紅球召喚出撒旦比佐時還說出了怪獸的詳細情報，也因此相當討厭只喜歡超人力霸王的小勉。曾自稱「將來會是日本第一的模型師」。在故事後期伺機從勉處將球奪走，後被紅球操縱後召喚出歐布猛斯王。最終被小勉救出後與眾人一起聲援蓋亞，並曾向絕望的小勉表示：「直到最後都不要放棄。」，在故事結局後成為了小勉的好朋友。
小杉亙  （  ）
飾演者： 杉田祐紀
浩的隨從之一，小學四年級，身強力壯。經常與浩、亙一起行動。
 中原耕平  （  ）
飾演者： 滝本啓人
浩的隨從之一，小學四年級，經常向勉重複浩說的話。
小勉的母親
飾演者：加藤和子（友情出演）
配音：朱憶華（台灣）
勉的母親，
小勉的老師
飾演者：純名里沙（友情出演）
配音： 許淑嬪（台灣）
勉班級的老師。
警官隊隊長
飾演者：柳原晴郎
校園警官
飾演者：下巴勇
倉庫警官
飾演者：阿部能丸